# نوک‌آبی غربی
نوک‌آبی غربی (نام علمی: Spermophaga haematina) یک گونه رایج از سهرگان ریز است که در آفریقا یافت می‌شود. گستردگی جهانی پراکنش آن ۱۹۰۰۰۰۰ کیلومتر مربع تخمین زده شده‌است.
در آنگولا، بنین، کامرون، جمهوری آفریقای مرکزی، جمهوری کنگو، جمهوری دموکراتیک کنگو، ساحل عاج، گینه استوایی، گابن، گامبیا، غنا، گینه، گینه بیسائو، لیبریا، مالی  یافت می‌شود. نیجریه، سنگال، سیرالئون و توگو یافت می‌شود. اتحادیه بین‌المللی حفاظت از طبیعت این گونه را به عنوان کمترین نگرانی طبقه‌بندی کرده‌است.
نر این گونه دارای نوک آبی با توک قرمز و نیز پهلوهای قرمز از چانه تا سینه است. آنها همچنین دارای یک حلقه چشمی سفیدآبی مشخص هستند. ماده یک نوک آبی دارد که توک آن کمی قرمز است و رنگ صورت مشکی، قرمز شسته یا عنابی است.